# ФК Жил Висенте
Жил Висенте Фотебол Клубе (на португалски Gil Vicente Futebol Clube) е португалски футболен клуб от град Барселош. Носи името на видния португалски драматург, поет и режисьор Жил Висенте (1465 – 1537).

## История
Жил Висенте е създаден на 3 май 1924 след сливането на другите два клуба в Барселош „Barcellos Sporting Club“ и „União Foot-ball Club Barcelense“. Създаден е от група приятели, играещи футбол всеки следобед в близост до градския театър, носещ името на местния драматург, поет и режисьор Жил Висенте. Първоначалното име на отбора е „Gil Vicente Foot-ball Barcelense“.
В първите години от своето съществуване, отбора приема домакинствата си на чужди терени поради липса на собствен стадион. На 3 май 1933 г. Жил Висенте играе своя първия мач на собствения „Campo da Estação“ с капацитет за 5012 зрители. По-късно стадиона е преименуван „Ещадио Аделино Рибейро Ново“ на името на вратаря на клуба, починал по време на мач на 16 септември 1946 година.
Класира се за елитната Португалска лига чак през 1990 година. През 1997 г. изпада в Лига де Онра, но само две години по-късно става шампион и печели промоция. На следващата година отбора постига най-доброто си класиране в Португалската лига, като завършва на 5-о място в крайното класиране. Старши треньор по онова време е бившия нападател на Бенфика Алваро Магаляеш.
През сезон 2004 – 05 отбора се мести на новопостроения Ещадио Сидаде де Барселош, а стария „Ещадио Аделино Рибейро Ново“ се използва от младежките формации на клуба. Новият стадион е с капацитет от 12 374 седящи места и е собственост на общината в Барселош. Приема домакинството на две срещи от Европейското първенство за младежи през 2006 година. Обединеният отбор по онова време на Сърбия и Черна гора губи с 0:1 от младежите на Германия, а във втория мач побеждава с 2:0 връстниците си от домакина Португалия.
През 2006 година Жил Висенте е замесен в грандиозен скандал. Клубът е обвинен в неправомерното картотекиране като аматьор на анголския футболист Матеуш и е наказан с отнемането на 6 точки, след което е изпратен по административен път в Лига де Онра.
Наред с изваждане от групата, клубът е спрян за един сезон от участие в турнира за Купата на Португалия. Две от младежките формации на отбора също са засегнати от това решение и няма да играят в съответните първенства за един сезон.

## Успехи
- Примейра лига: (1 лига)
  - 5-то място (1): 2021/22
- Лига де Онра: (2 лига)
  -  Шампион (2): 1998/99, 200/11
- Купа на Португалската лига:
  -  Финалист (1): 2011/12

### Регионални
- 1 дивизия на Брага
  -  Шампион (3): 1959/60, 1963/64, 1964/65

## Известни бивши футболисти
- Родолфо Лима
- Нуно Капушо
- Алмани Морейра
- Пауло Алвеш
- Бруно Агиар
- Уго Виана
- Петит
- Жорже Рибейро
- Жозе Карлош Нунеш
- Жулио Сезар да Силва е Соуза
- Рудолф Дуала
- Анри Макинва
- Петер Руфай
- Любинко Друлович

## Български футболисти
- Божидар Краев: 2019/20 (32 мача - 14 гола)